# ۲۴ سپتامبر (فیلم)
۲۴ سپتامبر فیلمی به کارگردانی و تهیه‌کنندگی مریم ابراهیم‌وند محصول سال ۱۳۹۴ است.
برای نخستین بار این فیلم در جشنواره مقاومت سال ۱۳۹۵ به نمایش درآمد.

## خلاصه داستان
این فیلم به زندگی و شهادت قاری بین المللی قرآن و برنده مسابقات مالزی، محسن حاجی‌حسنی کارگر در فاجعه منا می‌پردازد.